# Euploea pseudohisme
Euploea pseudohisme är en fjärilsart som beskrevs av Hans Fruhstorfer 1910. Euploea pseudohisme ingår i släktet Euploea och familjen praktfjärilar. Inga underarter finns listade i Catalogue of Life.